# Theophilus (Äthiopien)
Theophilus oder Tewoflos (äthiop. ቴዎፍሎስ, Thronname Walda Ambasa ወልደ አምበሳ, „Sohn des Löwen“) war vom 1. Juli 1708 bis zum 14. Oktober 1711 Negus Negest (Kaiser) von Äthiopien sowie ein Mitglied der Solomonischen Dynastie. Er war der Bruder von Iyasu I.
Nach der Ermordung seines Neffen Tekle Haymanot I. gelangte Theophilus auf den Thron. Sogleich machte er sich daran, all jene zu bestrafen, die im Zusammenhang mit dem Tod seines Bruders Iyasu I. standen. Er beschuldigte seinen verstorbenen Neffen und vormaligen Kaiser Tekle Haymanot des Königs- und Vatermords. Dieser war von da an als Irgum („der Verfluchte“) bekannt. Die Kaiserin Malakotawit und einer ihrer Brüder wurden öffentlich gehängt, während ein weiterer Bruder sowie ein Verschwörer zu Tode gespießt wurden. Richard Pankhurst zitiert James Bruce, wonach innerhalb eines Nachmittags insgesamt 37 Menschen hingerichtet wurden. Theophilus veranlasste auch die Heiligsprechung seines Bruders Iyasu I.
Seine Herrschaft war unruhig. 1709 wurde Nebahne Johannes in einem Aufstand, der bis Juli 1710 andauerte, zum Kaiser ausgerufen. Die Umstände von Theophilus’ Tod sind ungeklärt.